# Horenbaultkaart
De Horenbaultkaart is de oudste, gedetailleerde kaart van het historische Land van Aalst. Ze werd gerealiseerd door Jacques Horenbault in 1596. 

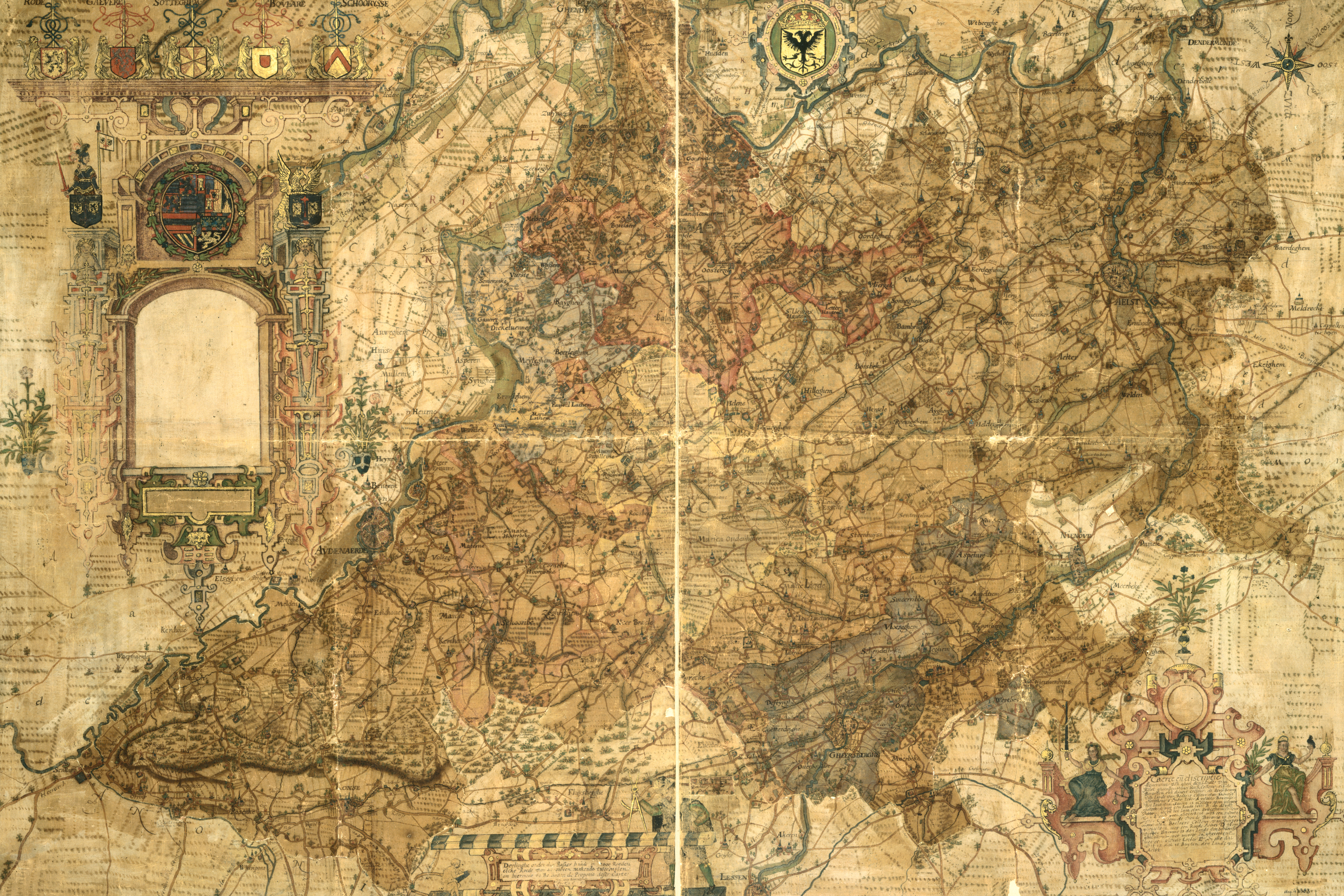
Land Van Aalst door Jacques Horenbault in 1596

## Beschrijving van de kaart
De Horenbaultkaart meet 115 x 165 cm en bestaat uit een aantal op linnen gekleefde stroken. De kaart is regelmatig georiënteerd en geeft een verrassend gedetailleerd zicht op het Land van Aalst en de omliggende kasselrijen en dorpen. Zowel de natuurlijke elementen (bossen, akkers, rivieren, beken) als de menselijke elementen (steden, kerken, abdijen, kloosters, kapellen, kastelen, huizen en hoeven, molens en wegen) staan erop getekend. Het reliëf is vlak getekend en met traditionele kleuren aangebracht: blauw voor de waterlopen, groen voor de alluviale vlakten en bomen, lichtbruin voor het platteland. Ook kregen de vijf baronieën (baronie Boelare, baronie Gavere, baronie Rode, baronie Schorisse en baronie Zottegem) hun eigen kleur.
Een cartouche in de rechterbenedenhoek bevat de kaartlegende. Boven een onbeschreven cartouche in de linkerbovenhoek staat het wapenschild van aartshertog Albrecht, geflankeerd door twee hermen met het wapenschild van het Land van Aalst en bekroond door de wapens van de vijf baronieën. Midden bovenaan draagt een kleine cartouche het wapen van het Keizerrijk. De cartouche onderaan links bevat een voorstelling van de cartograaf, de schaal en de datering van de kaart. De cartouches zijn met bladgoud gehoogd.
De linkerbovenhoek van de kaart wordt ingenomen door een monumentale, niet beschreven cartouche, eveneens in beslagrolwerk met naturalistische bloemenruikers. Links en rechts schragen twee hermen het stadswapen van Aalst en van Geraardsbergen, de twee steden van het "Land van Aalst". De twee stadswapens flankeren het grote ronde wapen van aartshertog Albrecht van Oostenrijk. Het geheel wordt dan nog bekroond door een corniche, waarop van links naar rechts de wapenschilden en de standaarden van de vijf baronieën staan: Rode, Gavere, Zottegem, Boelare en Schorisse. 

## Opdrachtgever en geschiedenis van de kaart
Wie juist de opdrachtgever van de kaart is, weten we niet zeker. De cartouche bovenaan links werd leeg gelaten. Mogelijk werd de kaart besteld door de baron van Boelare of door de Gedeputeerden van het Land van Aalst. Het leidt geen twijfel dat de kaart omwille van haar strategisch belang door de Fransen werd geroofd in de jaren 1672-1680. De kaart wordt bewaard in de Bibliothèque nationale de France in Parijs en maakte deel uit van zeven landkaarten die de Franse overheid in 1936 aankocht uit de inboedel van kasteel van Bontin in de Bourgogne. 
In 1612 maakte Jacques Horenbault op vraag van de Gedeputeerden van het Land van Aalst een kopie van zijn kaart uit 1596. Deze kaart is echter gekend door de kopie die ervan werd gemaakt in 1784 door Jacobus Lecler.